# WWF World Martial Arts Heavyweight Championship
De WWWF World Martial Arts Heavyweight Championship was een professioneel worstelkampioenschap geproduceerd door World Wide Wrestling Federation (WWWF), later World Wrestling Federation (WWF) en New Japan Pro Wrestling (NJPW). Dit kampioenschap werd gecreëerd op 18 december 1978. De eerste winnaar Antonio Inoki van NJPW werd gehuldigd door Vincent James McMahon, eigenaar van WWWF. In 1985 verliet WWF het kampioenschap en NJPW nam het kampioenschap volledig over.
Tijdens de dertiende verjaardag van Inoki's carrière richtte NJPW de Greatest 18 Club op, een Hall of Fame. NJPW richtte dan een nieuwe titel op, de Greatest 18 Championship, dat even prestigieus was als de IWGP Heavyweight Championship.

## Titel geschiedenis
| Worstelaar                                       | #                | Datum            | Stad     | Aantekeningen                        |
| ------------------------------------------------ | ---------------- | ---------------- | -------- | ------------------------------------ |
| WWWF World Martial Arts Heavyweight Championship |                  |                  |          |                                      |
| Antonio Inoki                                    | 1                | 18 december 1978 | New York | Gehuldigd door Vincent James McMahon |
| WWF World Martial Arts Heavyweight Championship  |                  |                  |          |                                      |
| Sjota Tsjotsjisjvili                             | 1                | 24 april 1989    | Tokio    | Knockout in de vijfde ronde          |
| Antonio Inoki                                    | 2                | 25 mei 1989      | Osaka    |                                      |
| Greatest 18 Championship                         |                  |                  |          |                                      |
| Riki Chōshū                                      | 1                | 1990             |          | Gehuldigd                            |
| The Great Muta                                   | 1                | 16 augustus 1992 | Fukuoka  |                                      |
| Titel opgeborgen                                 | Titel opgeborgen |                  |          | Titel opgeborgen door NJPW.          |